# Liste der Rajone der Oblast Dnipropetrowsk
Die sieben Rajone (ukrainisch район) der ukrainischen Oblast Dnipropetrowsk (ukrainisch Дніпропетровська область/Dnipropetrowska oblast) sind Landkreisen vergleichbare Verwaltungseinheiten innerhalb der Oblast. Der Name des Rajons leitet sich in dieser Oblast immer (wie auch zumeist in den anderen Gebieten der Ukraine) von seinem Rajonszentrum, einer Stadt oder eine Siedlung städtischen Typs, ab. Die größte Stadt der Oblast, Dnipro, ist zugleich Rajonverwaltungszentrum und Oblasthauptstadt.

## Rajone der Oblast
| Rajone der Oblast Dnipropetrowsk | Rajone der Oblast Dnipropetrowsk | Rajone der Oblast Dnipropetrowsk | Rajone der Oblast Dnipropetrowsk            | Rajone der Oblast Dnipropetrowsk | Rajone der Oblast Dnipropetrowsk | Rajone der Oblast Dnipropetrowsk                                         |
|                                  | Wappen                           | Deutsche Bezeichnung             | Ukrainische Bezeichnung                     | Verwaltungszentrum               | Karte                            | Weitere frühere (bis 2020) Rajonverwaltungszentren und rajonfreie Städte |
| -------------------------------- | -------------------------------- | -------------------------------- | ------------------------------------------- | -------------------------------- | -------------------------------- | ------------------------------------------------------------------------ |
| 1                                |                                  | Rajon Dnipro                     | Дніпровський район Dniprowskyj rajon        | Dnipro (Stadt)                   |                                  | Petrykiwka, Solone, Zarytschanka                                         |
| 2                                |                                  | Rajon Kamjanske                  | Кам'янський район Kamjanskyj rajon          | Kamjanske (Stadt)                |                                  | Krynytschky, Pjatychatky, Schowti Wody, Werchnjodniprowsk, Wilnohirsk    |
| 3                                |                                  | Rajon Krywyj Rih                 | Криворізький район Kryworiskyj rajon        | Krywyj Rih (Stadt)               |                                  | Apostolowe, Schyroke, Sofijiwka                                          |
| 4                                |                                  | Rajon Nikopol                    | Нікопольський район Nikopolskyj rajon       | Nikopol (Stadt)                  |                                  | Marhanez, Pokrow, Tomakiwka                                              |
| 5                                |                                  | Rajon Samar                      | Самарівський район Samar rajon              | Samar (Stadt)                    |                                  | Mahdalyniwka                                                             |
| 6                                |                                  | Rajon Pawlohrad                  | Павлоградський район Pawlohradskyj rajon    | Pawlohrad (Stadt)                |                                  | Jurjiwka, Terniwka                                                       |
| 7                                |                                  | Rajon Synelnykowe                | Синельниківський район Synelnykiwskyj rajon | Synelnykowe (Stadt)              |                                  | Meschowa, Petropawliwka, Perschotrawensk, Pokrowske, Wassylkiwka         |

## Gliederung der Oblast bis 2020
Bis zu einer Verwaltungsreform am 18. Juli 2020 gliederte sich die Oblast in 22 Rajone sowie 13 der Verwaltung der Oblast direkt unterstellte (rajonfreie) Städte (Stadt mit Oblast-Bedeutung; місто областного значення/misto oblastnoho snatschennja), mit kreisfreien Städten vergleichbar. Der Verwaltung der Oblast direkt unterstellte Städte, die zugleich Verwaltungszentren von Rajonen waren, gehörten dem entsprechenden Rajon nicht selbst an. Im Rahmen der Verwaltungsreform gingen diese Rajons und rajonfreien Städte in den heutigen sieben Rajonen auf.

### Rajone
| Rajone der Oblast Dnipropetrowsk bis 2020 | Rajone der Oblast Dnipropetrowsk bis 2020 | Rajone der Oblast Dnipropetrowsk bis 2020 | Rajone der Oblast Dnipropetrowsk bis 2020           | Rajone der Oblast Dnipropetrowsk bis 2020 | Rajone der Oblast Dnipropetrowsk bis 2020 | Rajone der Oblast Dnipropetrowsk bis 2020 | Rajone der Oblast Dnipropetrowsk bis 2020 | Rajone der Oblast Dnipropetrowsk bis 2020 | Rajone der Oblast Dnipropetrowsk bis 2020 |
|                                           | Wappen                                    | Deutsche Bezeichnung                      | Ukrainische Bezeichnung                             | Bevölkerung (02.2012)                     | Fläche (km²)                              | Einwohner/km²                             | Verwaltungszentrum                        | Karte                                     | 2020 überwiegend aufgegangen in           |
| ----------------------------------------- | ----------------------------------------- | ----------------------------------------- | --------------------------------------------------- | ----------------------------------------- | ----------------------------------------- | ----------------------------------------- | ----------------------------------------- | ----------------------------------------- | ----------------------------------------- |
| 1                                         |                                           | Rajon Apostolowe                          | Апостолівський район Apostoliwskyj rajon            | 57.403                                    | 1.381                                     | 42                                        | Apostolowe (Stadt)                        |                                           | Rajon Krywyj Rih                          |
| 2                                         |                                           | Rajon Dnipro                              | Дніпровський район Dniprowskyj rajon                | 249.464                                   | 1.388                                     | 180                                       | Dnipro (Stadt)                            |                                           | Rajon Dnipro                              |
| 3                                         |                                           | Rajon Jurjiwka                            | Юр'ївський район Jurjiwskyj rajon                   | 13.839                                    | 902                                       | 15                                        | Jurjiwka (Siedlung städtischen Typs)      |                                           | Rajon Pawlohrad                           |
| 4                                         |                                           | Rajon Krynytschky                         | Криничанський район Krynytschanskyj rajon           | 36.343                                    | 1.684                                     | 22                                        | Krynytschky (Siedlung städtischen Typs)   |                                           | Rajon Kamjanske                           |
| 5                                         |                                           | Rajon Krywyj Rih                          | Криворізький район Kryworiskyj rajon                | 44.886                                    | 1.347                                     | 33                                        | Krywyj Rih (Stadt)                        |                                           | Rajon Krywyj Rih                          |
| 6                                         |                                           | Rajon Mahdalyniwka                        | Магдалинівський район Mahdalyniwskyj rajon          | 34.878                                    | 1.599                                     | 22                                        | Mahdalyniwka (Siedlung städtischen Typs)  |                                           | Rajon Nowomoskowsk                        |
| 7                                         |                                           | Rajon Meschowa                            | Межівський район Meschiwskyj rajon                  | 24.847                                    | 1.244                                     | 20                                        | Meschowa (Siedlung städtischen Typs)      |                                           | Rajon Synelnykowe                         |
| 8                                         |                                           | Rajon Nikopol                             | Нікопольський район Nikopolskyj rajon               | 42.549                                    | 1.943                                     | 22                                        | Nikopol (Stadt)                           |                                           | Rajon Nikopol                             |
| 9                                         |                                           | Rajon Nowomoskowsk                        | Новомосковський район Nowomoskowskyj rajon          | 74.532                                    | 1.997                                     | 37                                        | Nowomoskowsk (Stadt)                      |                                           | Rajon Samar                               |
| 10                                        |                                           | Rajon Pawlohrad                           | Павлоградський район Pawlohradskyj rajon            | 28.661                                    | 1.451                                     | 20                                        | Pawlohrad (Stadt)                         |                                           | Rajon Pawlohrad                           |
| 11                                        |                                           | Rajon Petropawliwka                       | Петропавлівський район Petropawliwskyj rajon        | 28.340                                    | 1.248                                     | 23                                        | Petropawliwka (Siedlung städtischen Typs) |                                           | Rajon Synelnykowe                         |
| 12                                        |                                           | Rajon Petrykiwka                          | Петриківський район Petrykiwskyj rajon              | 25.626                                    | 928                                       | 28                                        | Petrykiwka (Siedlung städtischen Typs)    |                                           | Rajon Dnipro                              |
| 13                                        |                                           | Rajon Pjatychatky                         | П'ятихатський район Pjatychatskyj rajon             | 46.231                                    | 1.648                                     | 28                                        | Pjatychatky (Stadt)                       |                                           | Rajon Kamjanske                           |
| 14                                        |                                           | Rajon Pokrowske                           | Покровський район Pokrowskyj rajon                  | 36.319                                    | 1.216                                     | 30                                        | Pokrowske (Siedlung städtischen Typs)     |                                           | Rajon Synelnykowe                         |
| 15                                        |                                           | Rajon Schyroke                            | Широківський район Schyrokiwskyj rajon              | 27.962                                    | 1214,7                                    | 23                                        | Schyroke (Siedlung städtischen Typs)      |                                           | Rajon Krywyj Rih                          |
| 16                                        |                                           | Rajon Sofijiwka                           | Софіївський район Sofijiwkyj rajon                  | 23.074                                    | 1.364                                     | 17                                        | Sofijiwka (Siedlung städtischen Typs)     |                                           | Rajon Krywyj Rih                          |
| 17                                        |                                           | Rajon Solone                              | Солонянський район Solonjanskyj rajon               | 39.502                                    | 1.738                                     | 23                                        | Solone (Siedlung städtischen Typs)        |                                           | Rajon Dnipro                              |
| 18                                        |                                           | Rajon Synelnykowe                         | Синельниківський район Synelnykiwskyj rajon         | 39.048                                    | 1.648                                     | 24                                        | Synelnykowe (Stadt)                       |                                           | Rajon Synelnykowe                         |
| 19                                        |                                           | Rajon Tomakiwka                           | Томаківський район Tomakiwskyj rajon                | 25.882                                    | 1.191                                     | 22                                        | Tomakiwka (Siedlung städtischen Typs)     |                                           | Rajon Nikopol                             |
| 20                                        |                                           | Rajon Wassylkiwka                         | Васильківський район Wassylkiwskyj rajon            | 33.665                                    | 1.330                                     | 25                                        | Wassylkiwka (Siedlung städtischen Typs)   |                                           | Rajon Synelnykowe                         |
| 21                                        |                                           | Rajon Werchnjodniprowsk                   | Верхньодніпровський район Werchnjodniprowskyj rajon | 54.185                                    | 1.286                                     | 42                                        | Werchnjodniprowsk (Stadt)                 |                                           | Rajon Kamjanske                           |
| 22                                        |                                           | Rajon Zarytschanka                        | Царичанський район Zarytschanskyj rajon             | 27.671                                    | 903                                       | 31                                        | Zarytschanka (Siedlung städtischen Typs)  |                                           | Rajon Dnipro                              |

### Rajonfreie Städte
| \| Kamjanske \| |
| Kamjanske       |

| Kamjanske |

| \| Marhanez \| |
| Marhanez       |

| Marhanez |

| \| Nikopol \| |
| Nikopol       |

| Nikopol |

| \| Nowomoskowsk \| |
| Nowomoskowsk       |

| Nowomoskowsk |

| \| Perschotrawensk \| |
| Perschotrawensk       |

| Perschotrawensk |

| \| Pokrow \| |
| Pokrow       |

| Pokrow |

| \| Schowti Wody \| |
| Schowti Wody       |

| Schowti Wody |

| \| Synelnykowe \| |
| Synelnykowe       |

| Synelnykowe |

| \| Terniwka \| |
| Terniwka       |

| Terniwka |

| \| Wilnohirsk \| |
| Wilnohirsk       |

| Wilnohirsk |